# Livin’ la Vida Loca Tour
Livin' La Vida Loca World Tour был первым главным концертным туром пуэрто-риканского певца Рики Мартина в поддержку его первого англоязычного альбома Ricky Martin. Тур начался в октябре 1999 г. и продолжился до октября 2000.
Он посетил четыре три континента: Северная Америка, Евразия и Австралия. Согласно годовому отчету по 2000 г., тур Рики Мартина был на 10-м месте среди самых прибыльных туров в США, с 44 шоу, собравшими $36.3 миллиона и 617,488 зрителями.

## На разогреве
- Джессика Симпсон (Северная Америка, 1999)[2]

## Сет-лист
В этот сет-лист вошли концерты, которые проходили в июне 2000 г.
1. «Livin' la Vida Loca»
2. «Love You for a Day»
3. «Bombón de Azúcar»
4. «Spanish Eyes»
5. «Lola, Lola»
6. «Vuelve»
7. «She Bangs»
8. «Loaded»
9. «Marcia Baila»
10. «Private Emotion»
11. «I Am Made of You»
12. «Shake Your Bon-Bon»
13. «La Bomba»
14. «Por Arriba, Por Abajo»
15. «María»
16. «She's All I Ever Had»
17. «The Cup of Life»